# Horváth Jenő (hadtörténész)
Rónai Horváth Jenő (Drégelypalánk, 1852. december 30. – Budapest, 1915. március 3.) magyar altábornagy, hadtörténész, katonai író, a Magyar Tudományos Akadémia 1884-től levelező, majd 1910-től rendes tagja.

## Élete
A budapesti Ludovika Akadémián elvégezte a tisztképző tanfolyamot végezte és 1876. szeptember 18-án hadnagy lett. 1878-ban a Ludovika Akadémia felsőbb tiszti tanfolyamára iratkozott be, innét pedig a bécsi császári és királyi hadiskolába került, s ezeknek elvégzése után vezérkari tisztté minősítették és soron kívül főhadnaggyá, 1886. május 1-jén szintén soron kívül századossá, 1892. november 1-jén pedig őrnaggyá lépett elő. 1882-től három évig a honvédelmi minisztériumban a kiképezési ügyek referense volt, 1885 és 1891 között a Ludovika Akadémián harcászatot és hadtörténelmet tanított, ezen szolgálatának befejezte után a katonai érdemkeresztet kapta. Egy évi csapatszolgálat és két évi kerületi segédtiszti alkalmazás után 1894 őszén a honvédtörzstiszti tanfolyamhoz került, ahol mint parancsnokhelyettes és a harcászat tanára működött. 1897-ben a budapesti 1. honvédgyalogezred parancsnoka és ezredes lett, majd a kolozsvári 75-ik, pécsi 82-ik és nagyszebeni 76-ik
honvéd-gyalogdandár felett „parancsnokolt”. 1903-ban tábornokká, 1909-ben a székesfehérvári, 1909-ben a kassai honvédkerület parancsnokává nevezték ki.
A Magyar Tudományos Akadémia 1886-ban a hadtudományi bizottságba előadóul hívta meg, 1888. május 4-én pedig levelező tagjává és a hadtudományi bizottság rendes előadójává választotta meg.
Kora ellenére már 1914. október 13-án szolgálattételre hívták be, s parancsnokként Désre rendelték. Innen december 13-án a Kárpátokba, majd az oroszok közeledésekor december 25-én az egyik legnehezebb hadszíntérre, az uzsoki szoroshoz vonult hadosztályával. A téli hadjárat fáradalmai megtörték, s hazatérése után sem gyógyult fel többé. Nagy katonai pompával temették, huszártiszt fia a galíciai frontról hazasietve, már csak koporsójához érkezett.
Gazdag katonai pályájának elismeréseként közvetlenül halála előtt a király a már előbb ajándékozott Lipót-rend lovagi keresztjéhez a hadiékítményt, 1916 áprilisában pedig gyermekeinek, Jenőnek, Ilonának, Lászlónak, Annának, azonkívül Jenő és László törvényes utódainak a magyar nemességet adományozta „uzsoki” előnévvel.
Sírja a Fiumei úti sírkertben található (9/1-1-13), a Nemzeti sírkert részeként 2001 óta védett.

## Művei
Több katonai tankönyv és számos hadtörténeti tanulmány szerzője. Kiadta az első magyar katonai évkönyvet, Zrínyi Miklós költő és hadvezér hadtudományi munkáit, megalapította és elindította a Magyar Hadtörténeti Könyvtárat és a Hadtudományi Közlemények című folyóiratot.
Főbb kötetei:
- A morvamelléki hadgyakorlatok 1884-ben. (Bp., 1884, térképpel és 8 rajzmelléklettel)
- Harcászat (I–II., Bp., 1884)
- Az egyetemes hadtörténelem vázlata (Bp., 1885, két ábrával és 25 rajzmelléklettel)
- Gróf Zrinyi Miklós hadtudományi munkái. A Magyar Tudományos Akadémia megbizásából sajtó alá rendezve, bevezető életrajzzal, szövegmagyarázattal és megjegyzésekkel ellátva. (Bp, 1891, Zrínyi Miklós arcképeivel)
- Az újabbkori hadviselés történelme. A m. kir. honvédségi Ludovika-Akadémia felsőbb tiszti tanfolyama számára. (Bp., 1891, atlasszal, 75 rajzmelléklet, hadműveleti vázlatok és csatatervek) 
  - Rajzmellékletek Az újabbkori hadviselés történelme czímű műhöz. (Bp., 1891)
- Magyar Hadi Krónika (I–II., Bp., 1896)